# 가미고촌 (아이치현 아이치군)
가미고촌(上郷村)은 아이치현 아이치군에 설치되었던 촌이다. 현재의 나가쿠테시 동부에 해당한다.